# 格紋南鰍
格紋南鰍（學名：Schistura clatrata）為輻鰭魚綱鯉形目條鰍科南鰍屬的其中一種。分布於亞洲寮國Xe Kong的湄公河流域，本魚在下頜有一個中央的凹槽，側線完整，頭頂具蟲紋，身體有9-13橫帶，比間隙寬, 背鰭基底具有一個黑色的條紋，體長可達6.6公分，棲息在河川底中層水域，生活習性不明。

## 扩展阅读
維基物種上的相關：格紋南鰍